# Playdots
Playdots est au départ une structure indépendante spécialisée dans les expériences casual et free-to-play.
Fondé en 2013 et basé à New York, Playdots développe essentiellement des jeux mobiles aux “designs uniques et réfléchis”.
Le studio américain a créé trois hits mobiles, Dots, Two Dots et Dots & Co, qui ont été téléchargés plus de 100 millions de fois. Ils sont surtout connus pour Two Dots, qui a été téléchargé plus de 80 millions de fois depuis son lancement et qui continue de toucher un public très large dans le monde entier. Avec 2900 niveaux de contenu, Two Dots a été sélectionné comme Editor’s Choice dans le Google Play Store et l’Apple Store. 
Depuis 2018, Playdots est dirigé par Nir Efrat, ancien responsable des franchises et des studios chez King (créateur de Candy Crush). 
Il s’est notamment occupé de titres comme Farm Heroes Saga, Bubble Witch Saga ou encore Pet Rescue Saga. Enfin, Playdots travaille actuellement sur un certain nombre de jeux de réflexion innovants. 
A l'été 2020, Playdots est racheté pour une valeur de 250 millions de dollars (192 millions d'euros) par le grand éditeur Take-Two Interactive.
Le studio est fermé en octobre 2022, les 65 employés ont des offres d'emploi chez Zynga.